# Dmitri Khvorostovski

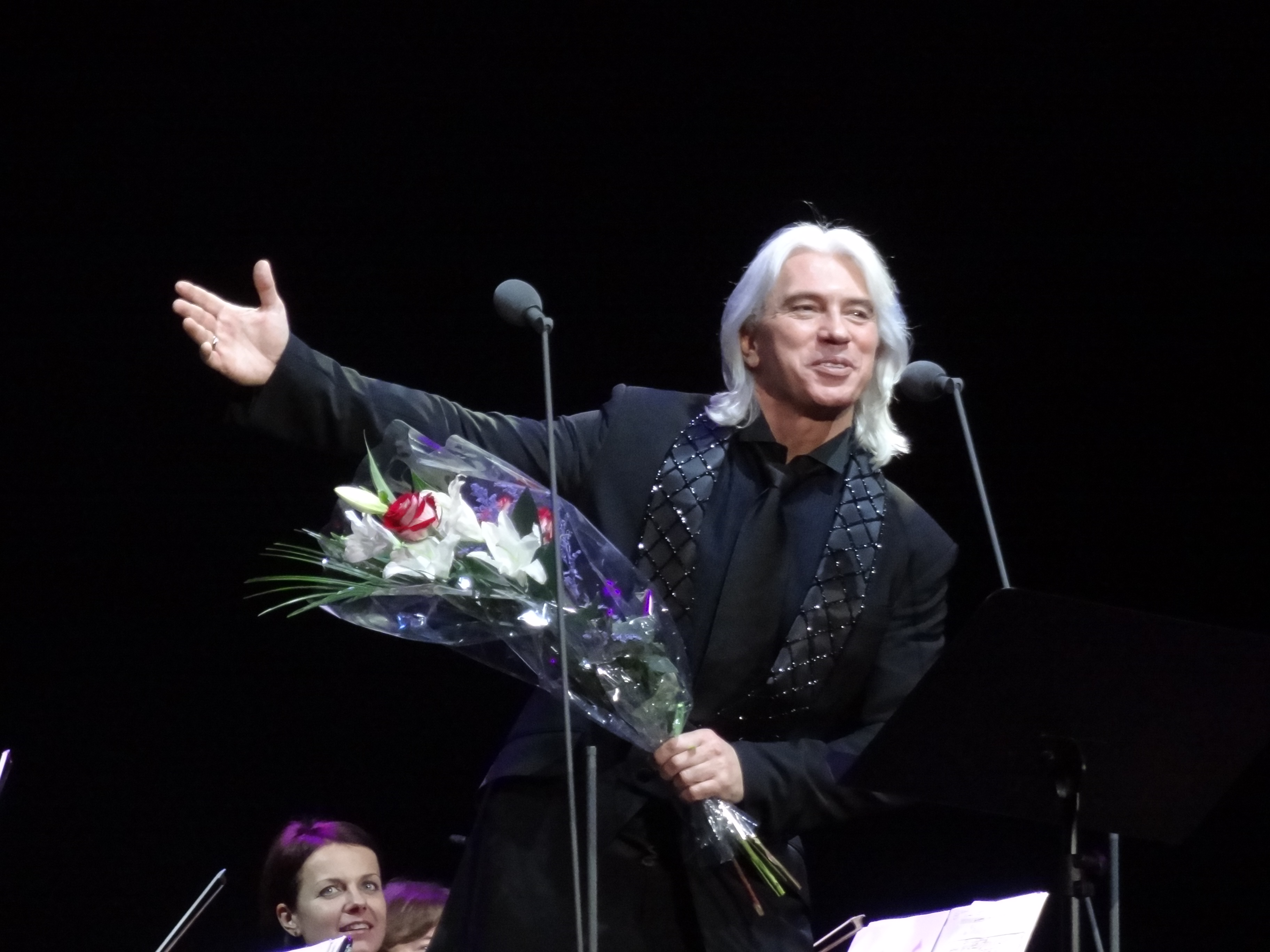
Concert anniversaire à Saint-Pétersbourg en 2013.

Dmitri Aleksandrovitch Khvorostovski (en russe : Дмитрий Александрович Хворостовский [ xvərɐˈstofskʲɪj] ; ISO 9 : Dmitrij Aleksandrovič Hvorostovskij ; plus souvent orthographié Hvorostovsky dans les documents français) est un baryton soviétique puis russe, né le 16 octobre 1962 à Krasnoïarsk en Union soviétique et mort à Londres le 22 novembre 2017.

## Biographie
Amorcée en Russie dès la fin des années 1980, sa carrière prend un essor international en 1989, lorsqu'il remporte le concours BBC Singer of the World Competition, à Cardiff, où il interprète en finale Eri tu d'Un ballo in maschera de Giuseppe Verdi. La même année, il fait ses débuts en Occident dans le rôle du prince Eletski de La Dame de pique de Tchaïkovski aux côtés de Martha Mödl (la Comtesse) et de Youri Maroussine (Hermann) à l'Opéra de Nice.
Depuis, Dmitri Khvorostovski s'est illustré sur la plupart des grandes scènes du monde (Metropolitan Opera de New York, Covent Garden de Londres, Opéra d'État de Vienne, Opéra Bastille, Festival de Salzbourg...) et avec de prestigieux partenaires (les chanteurs Samuel Ramey, Luciano Pavarotti, Renée Fleming, Roberto Alagna, René Pape, Olga Gouriakova, Yvonne Naef, Ramón Vargas (en), Jonas Kaufmann et Anna Netrebko (La traviata au Royal Opera House, deux galas à Moscou) ; les chefs James Levine, Nikolaus Harnoncourt, Valery Gergiev, James Conlon...).
Son répertoire s'étend de Mozart (le comte des Noces de Figaro, Don Giovanni) à Giuseppe Verdi (rôle-titre de Simon Boccanegra, le comte de Luna dans Il trovatore,, Renato dans Un Bal masqué, Rodrigo dans Don Carlos, Giorgio Germont dans La traviata...) et inclut de nombreuses figures de l'opéra russe (le rôle-titre d'Eugène Onéguine et le prince Eletski dans La Dame de pique de Tchaïkovski). Il chante également les chansons de la Grande Guerre patriotique comme, par exemple, en janvier 2006, au Dorothy Chandler Pavilion de Los Angeles où il a interprété Jouravli de Yan Frenkel et Solntse skrylos za goroïu de Matveï Blanter.
Le chanteur figure sur la liste The Gramophone Hall of Fame publiée par le mensuel londonien Gramophone.
Au début de l'été 2015, Khvorostovski annonce l'annulation de tous les concerts programmés après avoir appris qu'il souffre d'une tumeur au cerveau,. Il est soigné à Moscou (Institut de neurochirurgie Bourdenko), à Londres (The Royal Marsden NHS Foundation Trust) et à l'hôpital de Rochester, NY. Son traitement par radiothérapie n'est pas encore terminé quand il remonte sur scène pour donner un récital à l'ambassade de Russie à Londres. Puis, il retrouve son public pour la première fois après l'interruption, le 25 septembre 2015, au Metropolitan Opera. Son activité artistique reprend. Il se produit notamment aux côtés de la mezzo-soprano lettone Elīna Garanča au Palais d'État du Kremlin le 29 octobre 2015 ainsi qu'au Carnegie Hall pour un récital incluant la musique de Glinka, Rimsky-Korsakov et Richard Strauss en février 2016. En automne 2016, Khvorostovski annule sa participation à la représentation de Simon Boccanegra prévue  le 30 septembre sur la scène de l'opéra de Vienne pour suivre une chimiothérapie. Après ce traitement, il apparaît sur la scène du Vieil opéra de Francfort le 16 octobre 2016, donne un récital au Théâtre du Châtelet le 12 novembre 2016, mais ne sera pas présent dans Don Carlos au théâtre Bolchoï le 7 et le 10 décembre 2016. Sur son site, l'artiste dit rencontrer des difficultés à trouver son équilibre à cause de la maladie et renoncer pour cette raison aux représentations pour une durée indéterminée,.
Il livre une prestation remarquable le 27 mai 2017 à Saint-Pétersbourg à l'occasion de la célébration du 314e anniversaire de la ville. Il remonte sur scène de la Grande salle de concerts de Krasnoïarsk, sa ville natale, le 2 juin 2017, où il interprète l'air du Démon de l'opéra Le Démon d'Anton Rubinstein et la cavatine d'Aleko de l'opéra Aleko de Sergueï Rachmaninov, accompagné par l'orchestre symphonique de Krasnoïarsk. À l'issue du concert, il est élevé au rang de citoyen d'honneur du kraï de Krasnoïarsk.
Il meurt le 22 novembre 2017 à Londres des suites de sa maladie à l'âge de 55 ans,,.
Selon les dernières volontés de Khvorostovski, son corps a été incinéré et ses cendres placées dans deux urnes. La première a été inhumée le 28 novembre 2017 à Moscou, au cimetière de Novodevitchi. Plus de cent personnes s'y sont rassemblées pour rendre un dernier hommage à l'artiste. La seconde urne a été inhumée dans sa ville natale de Krasnoïarsk.

## Vie familiale
Il a été en couple avec la danseuse Svetlana Ivanova (1959-2015), et ils ont eu deux jumeaux : Daniel et Alexandra (1996). Il a ensuite partagé la vie de la chanteuse Florence Illi. Deux enfants verront le jour : Maxime (2003) et Nina (2007).

## Distinctions
- Artiste du peuple de la fédération de Russie : 1995[21]
- Ordre d'Alexandre Nevski : 2015[22]
- Ordre du Mérite pour la Patrie de 4e classe: 2017[23],[24]

## Discographie
- 1990 : Tchaikovsky and Verdi Arias
- 1991 : Cavalleria rusticana (Pietro Mascagni) Philips
- 1991 : Russian Romances
- 1993 : Eugène Onéguine (Tchaïkovski) Philips
- 1993 : Traviata, Kiri Te Kanawa, 2CD
- 1994 : Songs and Dances of Death
- 1994 : Rossini, Songs of Love and Desire
- 1994 : Les Yeux noirs
- 1995 : Tchaikovsky, My Restless Soul
- 1996 : Dmitri
- 1996 : Russia Cast Adrift
- 1996 : Credo
- 1996 : Russie abandonnée (Gueorgui Sviridov)
- 1997 : Don Carlos (Giuseppe Verdi) - chef d'orchestre Bernard Haitink
- 1997 : Russia’s War
- 1998 : Kalinka
- 1998 : Arie Antiche
- 1998 : Arias & Duets
- 1999 : La Fiancée du tsar (Rimski-Korsakov) - chef d'orchestre Valery Gergiev
- 1999 : Iolanta (Tchaïkovski)
- 2000 : Don Giovanni: Leporello’s Revenge, 1CD
- 2001 : La traviata (Giuseppe Verdi) DVD
- 2001 : From Russia With Love
- 2001 : Passione di Napoli
- 2002 : Russian Sacred Choral Music, 7CD
- 2003 : La Dame de pique (Tchaïkovski) RCA
- 2003 : Chansons des années de guerre, DVD
- 2004 : Pétersbourg (Gueorgui Sviridov)
- 2004 : Dmitri Hvorostovsky à Moscou DVD
- 2005 : Songs and Dances of Death Symphonic dances
- 2005 : Lumière des bouleaux : chansons soviétiques préférées CD
- 2005 : La Dame de pique (Tchaïkovski)
- 2005 : I Met You, My Love
- 2005 : Verdi Arias
- 2005 : Moscow Nights
- 2006 : Portrait
- 2007 : Heroes and Villains
- 2007 : Eugène Onéguine (Tchaïkovski) (DVD) - chef d'orchestre Valery Gergiev
- 2009 : Déjà vu 2CD + DVD
- 2010 : Romances de Tchaikovski 2CD
- 2010 : Romances de Pouchkine
- 2012 : Romances
- 2013 : Jour de la Victoire
- 2013 : In This Moonlit Night
- 2014 : The Bells of Dawn: Russian Sacred and Folk
- 2017 : Russia Cast Adrift